# Episodi di Casper
Questa è la lista degli episodi della serie televisiva d'animazione Le fantasmagoriche nuove avventure di Casper.

## Prima stagione (1996)
| nº | Titolo inglese                  | Titolo italiano                 | Prima Tv USA     | Prima Tv Italia |
| -- | ------------------------------- | ------------------------------- | ---------------- | --------------- |
| 1  | Spooking Bee                    | L'ape fantasma                  | 24 febbraio 1996 |                 |
| 1  | Fugedabouit                     | Il fantasma malinconico         | 24 febbraio 1996 |                 |
| 1  | The Flew                        | L'influenza                     | 24 febbraio 1996 |                 |
| 2  | Paws                            | Dammi un quattro                | 2 marzo 1996     |                 |
| 2  | The Alphabet Song               | La canzone dell'alfabeto        | 2 marzo 1996     |                 |
| 2  | Is So Too                       | L'appuntamento                  | 2 marzo 1996     |                 |
| 3  | Legend of Duh Bigfoot           | La leggenda di Bigfoot          | 9 marzo 1996     |                 |
| 3  | The Ghostly Day                 |                                 | 9 marzo 1996     |                 |
| 3  | Invasion of the UGFO's          | L'invasione degli extra spettri | 9 marzo 1996     |                 |
| 4  | Rocket Booster                  | Apollo 13                       | 16 marzo 1996    |                 |
| 4  | A Really Scary Casper Moment    | Il grande momento di Casper     | 16 marzo 1996    |                 |
| 4  | The Day of the Living Casper    | La giornata di Casper           | 16 marzo 1996    |                 |
| 5  | Three Boos and a Babe           | La maestra                      | 30 marzo 1996    |                 |
| 5  | The Whipstaff Inmates           | Gli abitanti di Whipstaff       | 30 marzo 1996    |                 |
| 5  | Elusive Exclusive               | La televisione                  | 30 marzo 1996    |                 |
| 6  | Paranormal Press                | Il bigliettino                  | 20 aprile 1996   |                 |
| 6  | Another Spooky and Poil Moment  | Spooky e Poil di nuovo insieme  | 20 aprile 1996   |                 |
| 6  | Deadstock                       | Figli dei fiori appassiti       | 20 aprile 1996   |                 |
| 7  | Poil Jammed                     | La festa                        | 27 aprile 1996   |                 |
| 7  | The Who That I Am               | Dal dottore                     | 27 aprile 1996   |                 |
| 7  | A Picture Says a Thousand Words | Un'immagine può dire molte cose | 27 aprile 1996   |                 |
| 8  | Spooks, Lies and Videotapes     | Il regista                      | 4 maggio 1996    |                 |
| 8  | Ghostfather                     | Il premio                       | 4 maggio 1996    |                 |
| 9  | Rebel Without a Date            | Fanta gioventù bruciata         | 11 maggio 1996   |                 |
| 9  | Don't Bank on It                | L'uniforme                      | 11 maggio 1996   |                 |
| 10 | Casper vs. the Ultimate Fan Boy | Fan di un fantasma              | 18 maggio 1996   |                 |
| 10 | Field of Screams                | Una partita all'ultimo spettro  | 18 maggio 1996   |                 |

## Seconda stagione (1996-1997)
| nº | Titolo inglese                    | Titolo italiano                   | Prima Tv USA      | Prima Tv Italia |
| -- | --------------------------------- | --------------------------------- | ----------------- | --------------- |
| 1  | Grim and Bare It                  | Grim il mietitore                 | 7 settembre 1996  |                 |
| 1  | Fatso of the Opera                | Il corso di canto                 | 7 settembre 1996  |                 |
| 2  | Dead of the Class                 | Rimpatriata                       | 14 settembre 1996 |                 |
| 2  | A Spooky and Poil Moment          |                                   | 14 settembre 1996 |                 |
| 2  | Y-Files                           | Y-File                            | 14 settembre 1996 |                 |
| 3  | Losing Face                       | Nemici di vecchia data            | 21 settembre 1996 |                 |
| 3  | Galloping Ghost                   | Cavallo fantasma                  | 21 settembre 1996 |                 |
| 4  | Aunt Misbehavin'                  | Zie per un giorno                 | 28 settembre 1996 |                 |
| 4  | Split Personalities               | Una brutta copia                  | 28 settembre 1996 |                 |
| 5  | Something to Stink About          | Gare di atletica                  | 5 ottobre 1996    |                 |
| 5  | Pulp Friction                     | Inutile sostituzione              | 5 ottobre 1996    |                 |
| 6  | Ectospasms                        | La sfera di cristallo             | 12 ottobre 1996   |                 |
| 6  | Stink of the Road                 | Tutto è odore                     | 12 ottobre 1996   |                 |
| 6  | Doc's Depression                  | Il dottore è triste               | 12 ottobre 1996   |                 |
| 7  | Boo to the Future                 | La macchina del tempo             | 19 ottobre 1996   |                 |
| 7  | All That Falderal                 | Una questione d'onore             | 19 ottobre 1996   |                 |
| 8  | Spooky and Poil Meet the Monsters | Brutti incontri                   | 26 ottobre 1996   |                 |
| 8  | You Know You're Alive When...     |                                   | 26 ottobre 1996   |                 |
| 8  | 13 Ways to Scare a Fleshie        | 13 modi per spaventare un carnoso | 26 ottobre 1996   |                 |
| 8  | The Trick's a Treat               | Dolcetto o spaghetto              | 26 ottobre 1996   |                 |
| 9  | Frightening Storm                 | Tempesta lunare                   | 2 novembre 1996   |                 |
| 9  | The Ghostly Trio                  | Il trio spettrale                 | 2 novembre 1996   |                 |
| 9  | The Legend of Whitebeard          | La leggenda di Barbabianca        | 2 novembre 1996   |                 |
| 10 | Three Ghosts and a Baby           | Tre fantasmi e un neonato         | 9 novembre 1996   |                 |
| 10 | I Wanna Be Rude                   | Voglio essere un duro             | 9 novembre 1996   |                 |
| 10 | Leave It to Casper                | Lasciate fare a Casper            | 9 novembre 1996   |                 |
| 11 | Luck of the Spookish              | Casper il mago                    | 16 novembre 1996  |                 |
| 11 | Daycare Nightmare                 | Un esame spettrale                | 16 novembre 1996  |                 |
| 12 | Scream Card                       | In cima alle scale                | 23 novembre 1996  |                 |
| 12 | You Know You're Alive When...     |                                   | 23 novembre 1996  |                 |
| 12 | Lady Screams the Boos             | Star per una sera                 | 23 novembre 1996  |                 |
| 13 | A Christmas Peril                 | I fantasmi di Natale              | 21 dicembre 1996  |                 |
| 13 | Ms. Banshee's Holiday Hits        | Canzoni di Miss Banshee           | 21 dicembre 1996  |                 |
| 13 | Good Morning Dr. Harvey           | Buongiorno Dottor Harvey          | 21 dicembre 1996  |                 |
| 13 | Fright Before Christmas           | La vigilia di natale              | 21 dicembre 1996  |                 |
| 14 | A Midsummer's Night Scream        | Strillo di una notte di mezza     | 1º febbraio 1997  |                 |
| 14 | You Know You're Alive When...     |                                   | 1º febbraio 1997  |                 |
| 14 | Auntie Maimed                     | Una gara originale                | 1º febbraio 1997  |                 |
| 15 | Gargoils                          | Un premio prestigioso             | 15 febbraio 1997  |                 |
| 15 | Ms. Banshee's Public Domain Hits  | L'ultimo LP di Miss Banshee       | 15 febbraio 1997  |                 |
| 15 | Boosom Buddies                    | Sempre amici                      | 15 febbraio 1997  |                 |
| 16 | What Goes Around                  | Uno scherzo per Spooky            | 22 febbraio 1997  |                 |
| 16 | Scavenger Haunt                   | Caccia ai rifiuti                 | 22 febbraio 1997  |                 |

## Terza stagione (1997-1998)
| nº | Titolo inglese                     | Titolo italiano                  | Prima Tv USA      | Prima Tv Italia |
| -- | ---------------------------------- | -------------------------------- | ----------------- | --------------- |
| 1  | Columboo                           | Il detective                     | 6 settembre 1997  |                 |
| 1  | All About "C"                      | Litigi tra sorelle...            | 6 settembre 1997  |                 |
| 2  | Hat Sick                           | La bombetta                      | 13 settembre 1997 |                 |
| 2  | Cancion de Olor                    | Lezioni di spagnolo              | 13 settembre 1997 |                 |
| 2  | The Boo-Muda Triangle              | La crociera                      | 13 settembre 1997 |                 |
| 3  | Intensive Scare                    | Il nasone                        | 20 settembre 1997 |                 |
| 3  | F-A-T-S-O                          | Una canzone allegra              | 20 settembre 1997 |                 |
| 3  | Stench!                            | La nuova fragranza               | 20 settembre 1997 |                 |
| 4  | The Phantom of the Oprah           | Il fantasma                      | 27 settembre 1997 |                 |
| 4  | Stretch's Information Tidbit       | Il notiziario                    | 27 settembre 1997 |                 |
| 4  | The Crying Game                    | Casper baby-sitter               | 27 settembre 1997 |                 |
| 5  | Free Goldie                        | Il finto rapimento               | 4 ottobre 1997    |                 |
| 5  | I'd Pick Your Nose                 | Ti prenderei il naso             | 4 ottobre 1997    |                 |
| 5  | Birthday Boos                      | 40 anni e non sentirli           | 4 ottobre 1997    |                 |
| 6  | Rats!                              | Topi                             | 11 ottobre 1997   |                 |
| 6  | Stinkie Time Theater               | Un profumo indimenticabile       | 11 ottobre 1997   |                 |
| 6  | Great Ghouly Governess             | Una governante scatenata         | 11 ottobre 1997   |                 |
| 7  | Above the Law                      | In tribunale                     | 31 ottobre 1997   |                 |
| 7  | Ten Little Fatsos                  | Dieci piccoli ciccia             | 31 ottobre 1997   |                 |
| 7  | Haunt-a-Thon                       |                                  | 31 ottobre 1997   |                 |
| 8  | This Old Manor                     | Tutti al lavoro                  | 3 novembre 1997   |                 |
| 8  | Scareobicize                       | Lezioni di aerobica              | 3 novembre 1997   |                 |
| 9  | Gingersnap Out of It               | Biscotti che passione            | 10 novembre 1997  |                 |
| 9  | Send a Good Stink Up Their Noses   | Super puzza                      | 10 novembre 1997  |                 |
| 9  | Ghostly Locks and the Three Scares | Dormi o no?                      | 10 novembre 1997  |                 |
| 10 | Boopardy                           | Questo amore è un quiz           | 17 novembre 1997  |                 |
| 10 | Do You Like Me?                    | Io ti piaccio?                   | 17 novembre 1997  |                 |
| 10 | MacDeath!                          | Sognando, Sognando               | 17 novembre 1997  |                 |
| 11 | The Scummies                       | Fantasmi del passato             | 27 novembre 1997  |                 |
| 11 | Three-Ring Whipstaff               | Il circo                         | 27 novembre 1997  |                 |
| 11 | It's Best to Be the Most           | È meglio essere cicciotti        | 27 novembre 1997  |                 |
| 12 | The Son Also Rises                 | Tale padre...!?                  | 12 dicembre 1997  |                 |
| 12 | Stretching Is Good for You         | Alleniamoci in allegria          | 12 dicembre 1997  |                 |
| 12 | Ghostfinger                        | La grande avventura              | 12 dicembre 1997  |                 |
| 13 | Mom Always Likes Ghouls Best       | Le mamme preferiscono i fantasmi | 19 dicembre 1997  |                 |
| 13 | Dare to Scare                      | Grandi cambiamenti...            | 19 dicembre 1997  |                 |
| 13 | Bury Maguire                       | Torna a casa Casper!             | 19 dicembre 1997  |                 |
| 14 | Four Funerals and a Wedding        | Quattro funerali e un matrimonio | 6 febbraio 1998   |                 |
| 14 | I Can Be Anything                  | Con la volontà riuscirai         | 6 febbraio 1998   |                 |
| 14 | Family Reunion                     | Riunione di famiglia             | 6 febbraio 1998   |                 |
| 15 | Horrid Copy                        | Il fantasma della settimana      | 13 febbraio 1998  |                 |
| 15 | I'm Nothing Without My Hat         |                                  | 13 febbraio 1998  |                 |
| 15 | Caspeer Pressure                   | Casper all'attacco               | 13 febbraio 1998  |                 |
| 16 | That Thing You Boo!                | Canzone d'amore                  | 13 febbraio 1998  |                 |
| 16 | A Good Walk Poiled                 | Tornero di golf                  | 13 febbraio 1998  |                 |
| 17 | Jasper                             | Per sempre primi                 | 20 febbraio 1998  |                 |
| 17 | It's Great to Be a Ghost           | È bello essere spettri           | 20 febbraio 1998  |                 |
| 17 | The Boo-Bloods of Whipstaff        |                                  | 20 febbraio 1998  |                 |
| 18 | Ghost Jam                          | La partita di baskett            | 20 febbraio 1998  |                 |
| 18 | Do the Spooky                      | Un nuovo ballo scatenato         | 20 febbraio 1998  |                 |
| 18 | Dr. Harvey and Mr. Gruesome        | Il dottor Harvey e Mr Harv       | 20 febbraio 1998  |                 |
| 19 | Politically Co-Wrecked Casper      | Spaventevolmente corretto        | 27 febbraio 1998  |                 |
| 19 | Three Little Letters               | Tre Piccole lettere              | 27 febbraio 1998  |                 |
| 19 | Pen and Tell Her                   | Amici di penna                   | 27 febbraio 1998  |                 |
| 20 | Jack and the Scream Stalk          | La pianta dei fanta fagioli      | 27 febbraio 1998  |                 |
| 20 | Boo Bash a Bone Bag                |                                  | 27 febbraio 1998  |                 |
| 20 | Artistic? That's a Stretch!        | Molla fa l'artista               | 27 febbraio 1998  |                 |

## Quarta stagione (1998)
| nº | Titolo inglese                      | Titolo italiano                  | Prima Tv USA      | Prima Tv Italia |
| -- | ----------------------------------- | -------------------------------- | ----------------- | --------------- |
| 1  | Scaredy Boo, Where Have You Got To? | False apparenze                  | 12 settembre 1998 |                 |
| 1  | Casper's New Theme Song             |                                  | 12 settembre 1998 |                 |
| 1  | The Daunting Game                   | Giochi in TV                     | 12 settembre 1998 |                 |
| 2  | At the BOO-vies                     | Il fanta-cinema                  | 19 settembre 1998 |                 |
| 2  | Sing Yourself Happy                 | Cantando di felicità             | 19 settembre 1998 |                 |
| 2  | Snowball's Chance                   | Palla di neve                    | 19 settembre 1998 |                 |
| 3  | NYPD BOO                            | Tre zii da salvare               | 26 settembre 1998 |                 |
| 3  | Three Cool Ghouls                   | Tosti, tostissimi                | 26 settembre 1998 |                 |
| 3  | Working Ghouls                      |                                  | 26 settembre 1998 |                 |
| 4  | Scream Test                         | La patente spettrale             | 3 ottobre 1998    |                 |
| 4  | Ms. Banshee's Kid Songs             | Canzoni spaccatimpani            | 3 ottobre 1998    |                 |
| 4  | The Doctor Is Out                   | Tre dottori, un grande pasticcio | 3 ottobre 1998    |                 |
| 5  | Miami Nice                          | Tutti a Miami                    | 10 ottobre 1998   |                 |
| 5  | If You're Unhappy and You Know It   | Canta con noi                    | 10 ottobre 1998   |                 |
| 5  | That Advice Stinks                  |                                  | 10 ottobre 1998   |                 |
| 6  | BOO-kini Beach                      | Gita al mare                     | 17 ottobre 1998   |                 |
| 6  | Garlic Bread Man                    |                                  | 17 ottobre 1998   |                 |

## Titolo della messa in onda su Italia 1
1. L'ape fantasma
2. L'influenza
3. Dammi un quattro
4. L'appuntamento
5. La leggenda di Bigfoot
6. L'invasione degli extra-spettri
7. Apollo 13
8. La giornata di Casper
9. La maestra
10. La televisione
11. Il bigliettino
12. Figli dei fiori (appassiti)
13. La festa
14. Un'immagine può dire molte cose
15. Il regista
16. Il premio
17. Fanta-gioventù bruciata
18. L'uniforme
19. Fan di un fantasma
20. Una partita all'ultimo spettro
21. Rimpatriata
22. Y-File
23. Grim il mietitore
24. Il corso di canto
25. Nemici di vecchia data
26. Cavallo fantasma
27. Zie per un giorno
28. Una brutta copia
29. Gare di atletica
30. Inutile sostituzione
31. La sfera di cristallo
32. Il dottore è triste
33. La macchina del tempo
34. Una questione d'onore
35. Tempesta lunare
36. Il trio spettrale
37. Brutti incontri
38. Dolcetto o spaghetto
39. Tre fantasmi e un neonato
40. Lasciate fare a Casper
41. Casper il mago
42. Un esame spettrale
43. In cima alle scale
44. Star per una sera
45. Strillo di una notte di mezza estate
46. Una gara originale
47. Uno scherzo per Spooky
48. Caccia ai rifiuti
49. I fantasmi di Natale
50. Le canzoni di Miss Banshee
51. Un premio prestigioso
52. Sempre amici
53. La bombetta
54. La crociera
55. Il detective
56. Litigi tra sorelle...
57. Il nasone
58. La nuova fragranza
59. Il fantasma
60. Casper baby-sitter
61. Il finto rapimento
62. Ti prenderei il naso
63. Topi
64. Una governante scatenata
65. In tribunale
66. Tutti al lavoro!
67. Lezioni di aerobica
68. Biscotti, che passione!
69. Dormi o no
70. Questo amore è un quiz
71. Io ti piaccio
72. Il circo
73. Tale padre...!
74. Fantasmi del passato
75. Alleniamoci in allegria
76. Le mamme preferiscono i fantasmi
77. Con la volontà, riuscirai
78. Quattro funerali e un matrimonio
79. Canzone d'amore
80. Torneo di golf
81. Il fantasma della settimana
82. È bello essere spettri
83. Per sempre primi!
84. Spaventare che passione!
85. La partita di basket
86. Il Dr. Harvey e Mr. Harv
87. Spaventevolmente corretto
88. Tosti, tostissimi!